# Кирово (Северная Осетия)
Кирово (осет. Кировыхъæу) — село в Ардонском районе республики Северная Осетия — Алания. Административный центр и единственный населённый пункт Кировского сельского поселения.

## География
Расположено на левом берегу реки Гизельдон, в 14 км к востоку от районного центра Ардон и в 28 км к северо-западу от Владикавказа.

## История
Основано в 1922 году переселенцами из Зарамага, Туальского ущелья и Цея.

## Население
| 2002  | 2010  | 2011  | 2012  | 2013  | 2014  | 2015  |
| ----- | ----- | ----- | ----- | ----- | ----- | ----- |
| 1453  | ↗1461 | →1461 | ↘1455 | ↗1474 | ↗1480 | ↗1495 |
| 2016  | 2017  | 2018  | 2019  | 2020  | 2021  | 2023  |
| ↗1506 | ↗1507 | ↗1518 | ↗1521 | ↘1508 | ↗1535 | ↗1552 |
| 2024  | 2025  |       |       |       |       |       |
| ↘1547 | ↘1540 |       |       |       |       |       |

## Инфраструктура
В селе имеются отделение почты, средняя школа и дошкольное учреждение. Функционирует общество с ограниченной ответственностью «Дуг».